# Сражение при Германштадте
Сражение при Германштадте (венг. Nagycsűri ütközet) — одно из последних сражений Войны за независимость Венгрии 1848—1849 годов, в ходе которого русские войска под командованием генерала Лидерса разбили венгерскую трансильванскую армию генерала Бема у города Сибиу.

## Накануне
После поражения при Шегешваре венгерские войска под командованием Бема отступали к Марош-Вашаргели, предполагая внезапным нападением захватить Германштадт, прикрываемый небольшим отрядом генерала Гасфорда (5 тысяч при 12 орудиях). Для этой операции Бем предполагал направить 14 тысяч (при 24 орудиях) из Марош-Вашаргели и 6-тысячный отряд Штейна из Карльсбурга. 20 июля в сражении при Рейсмаркте Штейн был разбит, венгры потеряли 1200 человек убитыми и пленными и 2 орудия, потери русских 64 человека. В это же время главный русский отряд под командованием Лидерса преследовал отступающие венгерские войска. Узнав о намерениях Бема, Лидерс предпринял форсированный марш-бросок в направлении Германштадта.
В это время русский отряд Гасфорда занял оборонительные позиции на Грос-Шеернских высотах, в 3-х верстах впереди города. 24 июля Бем достиг Германштадта и атаковал русские войска. Не допустив флангового обхода венграми, Гасфорд начал отступление к городу, который к этому моменту был окружён венграми. Пробившись к нему, Гасфорд продолжил отступление и остановился у села Толмач.

## Сражение
В это же время войска под командованием Лидерса, в условиях горной местности преодолели 150 вёрст за 4 дня и 25 июля подошли к Грос-Шеернским высотам. Главные силы Бема выдвинулись против Лидерса, оставив лишь прикрытие против Гасфорда. Одесский уланский полк под командованием генерала Демидова выбил венгров с позиций у Грос-Шеерна, в то же время русская артиллерия подавила венгерскую. Дождавшись подхода основных сил венгров к Грос-Шеерну, Лидерс приказал начать решающее наступление. Русская кавалерия ударила по венграм с обоих флангов, захватывая оставшуюся артиллерию. Венгры дрогнули; охваченные русской конницей с обоих флангов, они вскоре обратились в бегство. Казаки и уланы, при содействии артиллерии, уничтожили несколько колонн и каре противника. Увлеченная преследованием русская кавалерия ворвалась в Германштадт, опрокинув по пути подходившие оттуда к венграм подкрепления и захватив несколько орудий. В городе её встретила огнем засевшая в домах пехота. По приказанию Лидерса, кавалерия выдвинулась на Карльсбургскую дорогу, представлявшую единственный путь отступления венгров. Генерал Энгельгардт с Люблинским егерским полком очистил Германштадт от остававшихся в нём венгров и вошел в связь с отрядом Гасфорда. Последний, когда обнаружилось приближение Лидерса, двинулся против оставленного Бемом на Вестенской дороге отряда, который отступил в западном направлении. Преследование остатков венгерских войск продолжалось до деревни Гроссау, где начиналась уже пересеченная местность.

## Итоги
Победа русских при Германштадте привела к окончательному подавлению восстания в Трансильвании. Генерал Лидерс за успешные действия против венгерских мятежников был награждён орденом св. Георгия 2-й степени. Преследуя, остатки венгерской армии, Лидерс нанес поражение последнему ещё не расстроенному венгерскому отряду корпуса Штейна 30 июля при Мюленбахе. При Мюленбахе у Лидерса было 10000 с 46 орудиями, у Штейна — 8000. Бой был кратковременным, венгерский корпус сразу опрокинут. Венгры потеряли свыше 500 убитыми , 1772 взято в плен с 13 орудиями. Русские потеряли всего 5 нижних чинов убито, 5 офицеров и 29 нижних чинов ранено. 3 августа отряд генерала Гротенгельма занял Клаузенбург.
Трансильванская венгерская армия Бема перестала существовать, её остатки в количестве 7000 человек при 74 орудиях сдались 6 августа — через пять дней после капитуляции главной армии Гёргея при Вилагоше.